# 드라마 D 모드
드라마 D 모드는 2000년  - 2001년까지 NHK 종합에서 방송 된 연속 드라마.

## 방송 목록
- 《게임의 달인》
- 《FLY 항공 학원 그래피티》
- 《상복의 랑데뷰》
- 《깊이 잠수~팔견전 2001~》
- 《다시 한번 키스》
- 《해피 웨딩》
- 《음양사》
- 《굿★콤비네이션》
- 《루즈》
- 《토토의 세계~마지막 야생아~》
- 《여름의 왕》
- 《빛의 제국》
- 《그녀들의 수의학 입문 홋카이도 에베쓰 시》
- 《그대를 올려다》